# Faro de la isla de Corregidor
El Faro de la isla de Corregidor fue un faro histórico situado en la isla de Corregidor, en la provincia de Cavite, Filipinas. La estación era uno de los faros más importantes del archipiélago. Fue establecido en 1853 para guiar los barcos a la entrada de la bahía de Manila en su camino hacia el puerto de Manila, el centro comercial más importante del país. Este faro ocupa el punto de dos líneas de enfoque convergente de buques del Mar de la China que van a la entrada de la bahía de Manila. 
El establecimiento de una estación de faro en la isla de Corregidor se recomendó en el año 1835 durante la administración del gobernador Pascual Enrile y Alcedo. Su construcción no fue autorizada, sin embargo, hasta 1846, con la aprobación del Real Decreto de 14 de abril por el Gobierno español. El faro no se completó hasta 1853.